# Nati nel 1939/Agosto
| Questa pagina contiene informazioni ricavate automaticamente dalle voci biografiche con l'ausilio del template Bio e di un bot. L'aggiornamento è periodico e automatico e ricostruisce completamente la pagina. Se manca una persona in questa lista, sei pregato di non aggiungerla, ma accertati piuttosto che la sua voce biografica contenga il template Bio e che i dati anagrafici siano correttamente compilati. Se il template Bio manca, inseriscilo tu stesso o, in alternativa, metti l'avviso {{tmp\|Bio}} che ne segnala la mancanza. Se i dati riportati sono sbagliati, correggi direttamente la voce biografica; le modifiche saranno visibili in questa lista entro pochi giorni. Per chiarimenti vedi il progetto biografie. La lista contiene solo le 215 persone che sono citate nell'enciclopedia e per le quali è stato implementato correttamente il template Bio. Pagina aggiornata al 2 ago 2025. |

- 1º agosto - Gennadij Androsov, nuotatore sovietico († 2016)
- 1º agosto - Anatol Grinţescu, pallanuotista e allenatore di pallanuoto rumeno († 2014)
- 1º agosto - Terry Kiser, attore statunitense
- 1º agosto - Stefano Podestà, economista e politico italiano
- 1º agosto - Bobby Rivard, hockeista su ghiaccio canadese († 2023)
- 1º agosto - Robert James Waller, scrittore e docente statunitense († 2017)
- 1º agosto - Vladimir Evgen'evič Zacharov, fisico, matematico e poeta russo († 2023)
- 2 agosto - Benito Bortolami, politico italiano
- 2 agosto - Wes Craven, regista, sceneggiatore e produttore cinematografico statunitense († 2015)
- 2 agosto - Gregg Jakobson, paroliere, musicista e produttore discografico statunitense
- 2 agosto - Hiroji Kubota, fotografo giapponese
- 2 agosto - Paul H. O'Neill, politico, imprenditore e funzionario statunitense († 2020)
- 2 agosto - John William Snow, politico statunitense
- 3 agosto - Francesco D'Onofrio, politico e giurista italiano
- 3 agosto - Dario De Grassi, attore e doppiatore italiano († 2013)
- 3 agosto - Delcy Ellender Marques, ex cestista brasiliana
- 3 agosto - Jimmy Nicol, batterista britannico
- 3 agosto - Vito Rallo, compositore di scacchi italiano († 2025)
- 3 agosto - George M. Whitesides, chimico statunitense
- 4 agosto - Fabrizio Capucci, attore italiano († 2024)
- 4 agosto - Maurizio Diana, geologo, fisico e pittore italiano
- 4 agosto - Piero Leri, attore e doppiatore italiano († 2017)
- 4 agosto - Lello Russo, politico italiano
- 4 agosto - Mario Tribuzio, calciatore italiano († 2010)
- 4 agosto - Oleg Zajcev, hockeista su ghiaccio sovietico († 1993)
- 5 agosto - Claudio Bandoni, ex calciatore italiano
- 5 agosto - Ginevra Bompiani, scrittrice, editrice e traduttrice italiana
- 5 agosto - Bob Clark, sceneggiatore, produttore cinematografico e regista statunitense († 2007)
- 5 agosto - Roger Clark, pilota di rally britannico († 1998)
- 5 agosto - Augusto Giovannelli, politico italiano
- 5 agosto - Inesa Kysel'ova, ex cestista sovietica
- 5 agosto - Guido Mainardi, politico italiano († 2004)
- 5 agosto - Irene di Orange-Nassau, principessa olandese
- 6 agosto - Ronald Langón, calciatore uruguaiano († 2021)
- 6 agosto - Tiziano Marcheselli, giornalista, scrittore e pittore italiano († 2011)
- 6 agosto - Reg Matthewson, calciatore inglese († 2016)
- 6 agosto - Mario Pasquina, ex calciatore italiano
- 6 agosto - Juan Carlos Stauskas, ex calciatore argentino
- 6 agosto - Mario Valgoi, attore e doppiatore italiano († 2005)
- 7 agosto - Mile Bogović, vescovo cattolico croato († 2020)
- 7 agosto - Anjanette Comer, attrice statunitense
- 7 agosto - Mickey Kantor, politico e avvocato statunitense
- 7 agosto - Willie Penman, calciatore scozzese († 2017)
- 7 agosto - Manlio Vigna, calciatore italiano († 2017)
- 8 agosto - Luciana Civico, sportiva italiana
- 8 agosto - Ermanno Corsi, giornalista e scrittore italiano († 2025)
- 8 agosto - Michael Patrick Driscoll, vescovo cattolico statunitense († 2017)
- 8 agosto - David Ray Griffin, filosofo e scrittore statunitense († 2022)
- 8 agosto - Chakib Khelil, politico algerino
- 8 agosto - Lamberto Leonardi, allenatore di calcio e calciatore italiano († 2021)
- 8 agosto - Denny Moyer, pugile statunitense († 2010)
- 8 agosto - Manfred Seissler, ex calciatore e allenatore di calcio tedesco
- 8 agosto - Aleksej Simonov, regista sovietico
- 8 agosto - Viorica Viscopoleanu, ex lunghista rumena
- 9 agosto - Jean Baggioni, politico francese
- 9 agosto - Hércules Brito Ruas, ex calciatore brasiliano
- 9 agosto - Odd Børre, cantante norvegese († 2023)
- 9 agosto - Giuseppe Firrarello, politico e giornalista italiano
- 9 agosto - József Garami, dirigente sportivo, allenatore di calcio e calciatore ungherese († 2025)
- 9 agosto - Max Neuhaus, musicista e percussionista statunitense († 2009)
- 9 agosto - Bulle Ogier, attrice francese
- 9 agosto - Romano Prodi, politico, economista e dirigente d'azienda italiano
- 10 agosto - Enrico Cecchi, ex calciatore italiano
- 10 agosto - Sigisfredo Mair, slittinista italiano († 1977)
- 10 agosto - Kate O'Mara, attrice britannica († 2014)
- 10 agosto - Gianni Pilo, traduttore, curatore editoriale e scrittore italiano
- 10 agosto - Charlie Rose, politico statunitense († 2012)
- 10 agosto - Rudolf Weiersmüller, diplomatico e ambasciatore svizzero († 2004)
- 11 agosto - František Konvička, ex cestista e allenatore di pallacanestro cecoslovacco
- 11 agosto - James Mancham, politico seychellese († 2017)
- 11 agosto - Domenico Mennitti, politico e giornalista italiano († 2014)
- 11 agosto - Helmar Müller, velocista tedesco († 2023)
- 11 agosto - Aldo Onorati, scrittore e poeta italiano
- 11 agosto - George Ellis, fisico sudafricano
- 11 agosto - Ferdinando Reggiani, arbitro di calcio italiano († 2005)
- 11 agosto - Arturo Sabbadin, ex ciclista su strada italiano
- 11 agosto - Jonas Čepulis, pugile sovietico († 2015)
- 12 agosto - Amedeo Balestrieri, calciatore italiano († 2019)
- 12 agosto - Oliver Ford Davies, attore e scrittore britannico
- 12 agosto - George Hamilton, attore e produttore cinematografico statunitense
- 12 agosto - Pam Kilborn, ex ostacolista, velocista e lunghista australiana
- 12 agosto - Sushil Koirala, politico nepalese († 2016)
- 12 agosto - Günther Pfaff, canoista austriaco († 2020)
- 12 agosto - Claus Wilcke, attore e doppiatore tedesco
- 13 agosto - Giuseppe Aleffi, politico italiano
- 13 agosto - Ed Burton, cestista statunitense († 2012)
- 13 agosto - Novello Finotti, scultore italiano
- 13 agosto - Marcello Fontanesi, fisico italiano
- 13 agosto - Eliette von Karajan, mecenate francese
- 13 agosto - Hennie van Nee, calciatore olandese († 1996)
- 13 agosto - Luigi Ruggiu, storico della filosofia italiano
- 13 agosto - Mark Shanon, attore cinematografico e attore pornografico italiano († 2018)
- 14 agosto - Gert Burkard, attore tedesco († 2004)
- 14 agosto - Carlos Alberto Silva, allenatore di calcio brasiliano († 2017)
- 14 agosto - Lindsay Clarke, scrittore britannico
- 14 agosto - Alberto Crivellenti, ex calciatore italiano
- 14 agosto - Erick Friedman, violinista statunitense († 2004)
- 14 agosto - Massimo Giacomini, ex calciatore e allenatore di calcio italiano
- 15 agosto - Nicole Avril, attrice e scrittrice francese
- 15 agosto - Hardial Bains, politico indiano († 1997)
- 15 agosto - Harper Carter, imprenditore e attore statunitense
- 15 agosto - Aldo De Matteo, politico italiano († 2004)
- 15 agosto - Lodovico Ligato, politico italiano († 1989)
- 16 agosto - Seán Baptist Brady, cardinale e arcivescovo cattolico irlandese
- 16 agosto - Armands Krauliņš, allenatore di pallacanestro lettone († 2022)
- 16 agosto - Marcello Melis, contrabbassista e compositore italiano († 1994)
- 16 agosto - Víctor Ojeda, cestista e allenatore di pallacanestro portoricano († 2024)
- 16 agosto - Valerij Rjumin, cosmonauta sovietico († 2022)
- 16 agosto - Billy Joe Shaver, cantautore, paroliere e attore statunitense († 2020)
- 16 agosto - Carole Shelley, attrice e doppiatrice britannica († 2018)
- 17 agosto - Luther Allison, chitarrista statunitense († 1997)
- 17 agosto - Françoise Bonnot, montatrice francese († 2018)
- 17 agosto - María Clavería, ex cestista cilena
- 17 agosto - Larry Comley, cestista statunitense († 2006)
- 17 agosto - Chico Maki, hockeista su ghiaccio canadese († 2015)
- 17 agosto - Giorgio Postal, politico italiano
- 17 agosto - Ed Sanders, poeta, cantante e scrittore statunitense
- 17 agosto - Fernando Vianello, economista italiano († 2009)
- 18 agosto - Generoso Andria, politico italiano
- 18 agosto - Giorgio Ferrini, calciatore e allenatore di calcio italiano († 1976)
- 18 agosto - Murray J. Harris, biblista neozelandese
- 18 agosto - Nélson Luise, ex calciatore brasiliano
- 18 agosto - Johnny Preston, cantante statunitense († 2011)
- 18 agosto - Vladimer Ugrekhelidze, cestista sovietico († 2009)
- 19 agosto - Umberto Artioli, storico e critico teatrale italiano († 2004)
- 19 agosto - Alan Baker, matematico inglese († 2018)
- 19 agosto - Ginger Baker, batterista britannico († 2019)
- 19 agosto - Giovanni Bianchi, politico italiano († 2017)
- 19 agosto - Max Lorenz, ex calciatore tedesco
- 19 agosto - Ron Miller, giocatore di football americano statunitense († 2012)
- 19 agosto - Pier Luigi Olla, artista italiano
- 19 agosto - Marc Simenon, regista e sceneggiatore francese († 1999)
- 19 agosto - Vladimiro Tarnawsky, ex calciatore sovietico
- 20 agosto - James Hartle, fisico statunitense († 2023)
- 20 agosto - Maria Laura Mainetti, religiosa e educatrice italiana († 2000)
- 20 agosto - Calogero Mannino, politico italiano
- 20 agosto - Joachim Pierzyna, ex calciatore polacco
- 20 agosto - Fernando Poe Jr., attore, regista e politico filippino († 2004)
- 20 agosto - Enrico Rava, trombettista, compositore e scrittore italiano
- 20 agosto - Dieter Schickling, musicologo tedesco († 2023)
- 21 agosto - James Burton, chitarrista statunitense
- 21 agosto - Don Backy, cantautore, attore e scrittore italiano
- 21 agosto - Djalma Dias, calciatore brasiliano († 1990)
- 21 agosto - Vagn Hedeager, calciatore danese († 2017)
- 21 agosto - Festus Mogae, politico botswano
- 21 agosto - Adriano Prosperi, storico italiano
- 21 agosto - Gianfranco Varini, architetto italiano († 2011)
- 21 agosto - Clarence Williams III, attore statunitense († 2021)
- 22 agosto - Fred Davies, calciatore e allenatore di calcio inglese († 2020)
- 22 agosto - Paolo Frajese, giornalista e conduttore televisivo italiano († 2000)
- 22 agosto - Valerie Harper, attrice e ballerina statunitense († 2019)
- 22 agosto - Hiroaki Tono, goista giapponese († 2025)
- 22 agosto - Tiziano Treu, politico e giurista italiano
- 22 agosto - Robert Wall, attore statunitense († 2022)
- 22 agosto - Carl Yastrzemski, ex giocatore di baseball statunitense
- 23 agosto - Celestina Casapietra, soprano italiano († 2024)
- 23 agosto - Gianna Ghirri, ex cestista italiana
- 23 agosto - Evaristo Márquez, attore colombiano († 2013)
- 23 agosto - John Foster, giornalista e cantante italiano
- 24 agosto - Max Bunker, fumettista, scrittore e editore italiano
- 24 agosto - Erminio Tuzzi, politico italiano
- 25 agosto - John Badham, regista, produttore cinematografico e produttore televisivo britannico
- 25 agosto - John Bardon, attore inglese († 2014)
- 25 agosto - Marshall Brickman, sceneggiatore e regista statunitense († 2024)
- 25 agosto - Vanna Busoni, attrice e doppiatrice italiana
- 25 agosto - Chris Dickerson, culturista statunitense († 2021)
- 25 agosto - Umberto Laffi, storico e epigrafista italiano
- 25 agosto - Alex Orban, schermidore statunitense († 2021)
- 25 agosto - Gianni Turillazzi, fotografo italiano († 2012)
- 26 agosto - Carlos Altamirano, saggista e sociologo argentino
- 26 agosto - Peter Fricke, attore e doppiatore tedesco
- 26 agosto - Pavle Garov, ex calciatore jugoslavo
- 26 agosto - Sandro Iovino, doppiatore e attore italiano
- 26 agosto - Gwendolyn Killebrew, contralto statunitense († 2021)
- 26 agosto - Jorge Paulo Lemann, imprenditore, banchiere e ex tennista brasiliano
- 26 agosto - Stelio Nardin, calciatore italiano († 2014)
- 26 agosto - Enzo Osella, imprenditore italiano
- 26 agosto - Fabio Sargentini, performance artist, regista e scrittore italiano
- 26 agosto - Robert Waseige, allenatore di calcio e calciatore belga († 2019)
- 27 agosto - Adriano Ariè, produttore cinematografico e produttore televisivo italiano († 2005)
- 27 agosto - Peter Bjorn, velista canadese
- 27 agosto - William Least Heat-Moon, scrittore statunitense
- 27 agosto - Bill Mulliken, nuotatore statunitense († 2014)
- 27 agosto - Carlo Pedrocchi, fumettista italiano
- 27 agosto - Nikola Pilić, ex tennista jugoslavo
- 27 agosto - Michele Viscardi, politico italiano
- 28 agosto - Vladimir Ivašov, attore sovietico († 1995)
- 28 agosto - Branko Kostić, politico montenegrino († 2020)
- 28 agosto - Mario Maraschi, calciatore e allenatore di calcio italiano († 2020)
- 28 agosto - Eros Pagni, attore e doppiatore italiano
- 28 agosto - Giampaolo Piaceri, allenatore di calcio e ex calciatore italiano
- 28 agosto - Dina Sfat, attrice brasiliana († 1989)
- 29 agosto - Gerard Bergholtz, allenatore di calcio e ex calciatore olandese
- 29 agosto - William Fulton, matematico statunitense
- 29 agosto - Julien Gaelens, ciclista su strada belga († 2011)
- 29 agosto - Kang Sok-ju, politico e diplomatico nordcoreano († 2016)
- 29 agosto - Jolán Kleiber-Kontsek, discobolo e pesista ungherese († 2022)
- 29 agosto - Jacinto Merayo, ex calciatore argentino
- 29 agosto - Amedeo Ortolani, imprenditore e politico italiano
- 29 agosto - Alessandro Scajola, politico e banchiere italiano
- 29 agosto - Joel Schumacher, regista, sceneggiatore e produttore cinematografico statunitense († 2020)
- 29 agosto - Giancarlo Vitolo, arbitro di pallacanestro italiano († 2019)
- 30 agosto - Elizabeth Ashley, attrice statunitense
- 30 agosto - Robert Hoffmann, attore austriaco († 2022)
- 30 agosto - Ulla Lindkvist, orientista svedese († 2015)
- 30 agosto - John Peel, giornalista, conduttore radiofonico e disc jockey britannico († 2004)
- 31 agosto - Hennadij Čečuro, cestista sovietico († 2000)
- 31 agosto - Cleveland Eaton, contrabbassista, musicista e produttore discografico statunitense († 2020)
- 31 agosto - Jerry Allison, batterista, cantante e cantautore statunitense († 2022)
- 31 agosto - Marcello Marziali, attore italiano († 2023)
- 31 agosto - Gianfranco Pintore, giornalista e scrittore italiano († 2012)
- 31 agosto - Catherine Rouvel, attrice francese
- 31 agosto - Nicola Ruggiero, calciatore italiano
- 31 agosto - Bruce Spraggins, cestista statunitense († 2021)
- 31 agosto - Paul Winter, sassofonista, compositore e musicista statunitense